# Stylopin
Stylopin ist eine organische Verbindung und ein Alkaloid. Es kommt in vielen Pflanzen vor und ist ein Intermediat in der Biosynthese vieler anderer Alkaloide.

## Geschichte

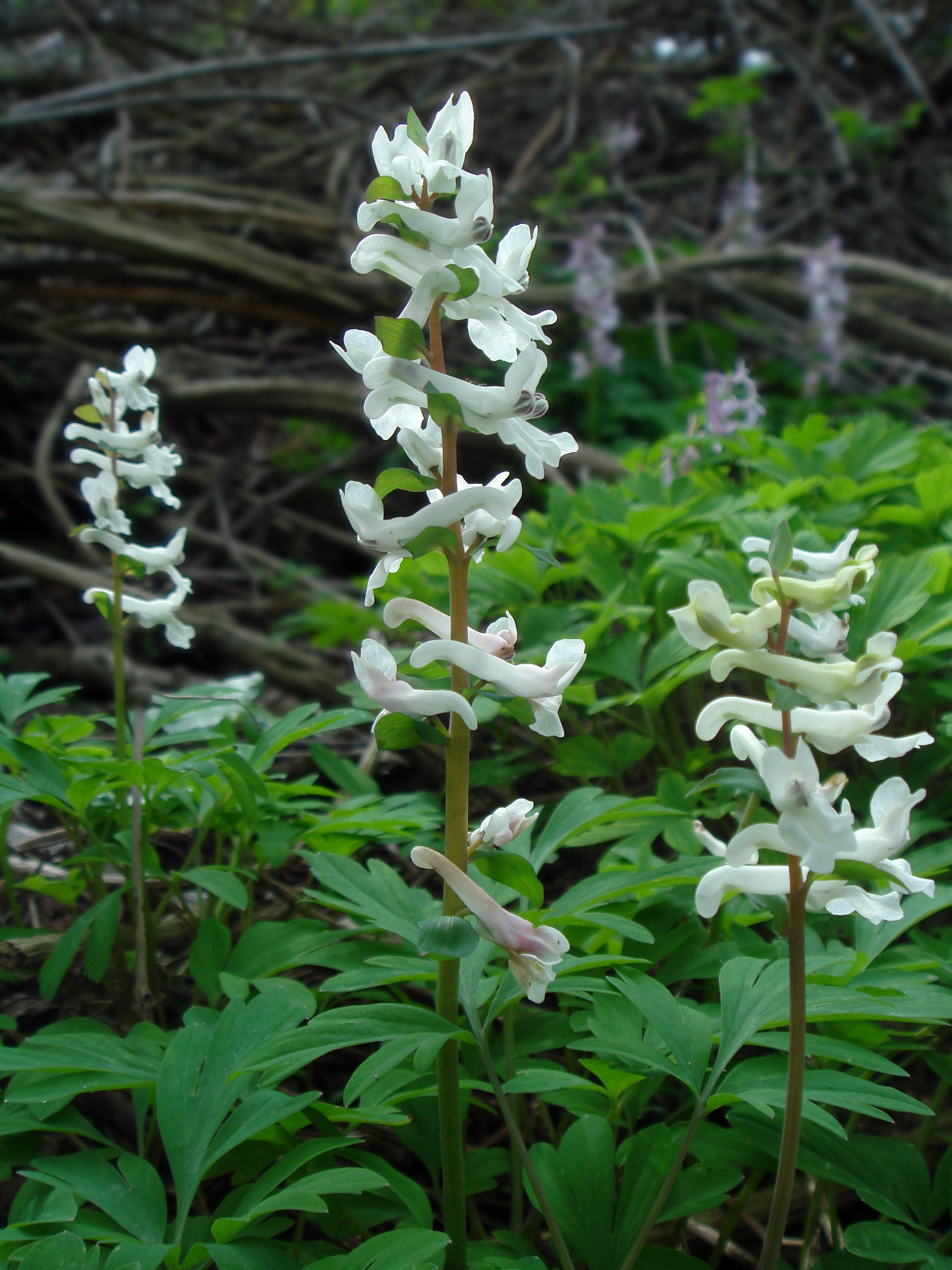
Der Hohle Lerchensporn bildet Stylopin

Stylopin wurde erstmals 1902 aus der Pflanze Stylophorum diphyllum (Familie Mohngewächse) isoliert. Etwa dreißig Jahre später wurde die Verbindung auch aus dem hohlen Lerchensporn (Familie Erdrauchgewächse) isoliert und ihre Struktur aufgeklärt.

## Vorkommen und Biosynthese
Stylopin kommt insbesondere in den Pflanzenfamilien Erdrauchgewächse und Mohngewächse vor. Es kommt beispielsweise neben Chelidonin im Schöllkraut vor. Stylopin ist ein Intermediat in der Biosynthese diverser anderer Alkaloide in höheren Pflanzen. Dazu gehören Coptisin, Sanguinarin, Chelidonin, Macarpin, Protopin und Rhoeadin. Selbst wird es aus Scoulerin gebildet. Dabei katalysieren zwei Cytochrom-P450-Enzyme die Bildung der Benzodioxoleinheiten. Im ersten Schritt entsteht so Cheilanthifolin, im zweiten Stylopin.

## Herstellung
Stylopin kann in einer konvergenten Synthese hergestellt werden, die in ähnlicher Weise auch für die Herstellung verwandter Alkaloide angewandt wird. Die Synthese geht aus von 7,8-Dihydro-1,3-dioxolo[4,5-g]isochinolin, das als Bortrifluorid-Komplex eingesetzt wird.

## Externe Links zu erwähnten Verbindungen
1. ↑  Externe Identifikatoren von bzw. Datenbank-Links zu (S)-Stylopin:  CAS-Nr.: 84-39-9, EG-Nr.: 884-572-4, ECHA-InfoCard: 100.361.001, PubChem: 440583, ChemSpider: 389482, Wikidata: Q27102969.
2. ↑  Externe Identifikatoren von bzw. Datenbank-Links zu (R)-Stylopin:  CAS-Nr.: 2884-83-5, PubChem: 697545, ChemSpider: 607731, Wikidata: Q27280991.
3. ↑  Externe Identifikatoren von bzw. Datenbank-Links zu Macarpin:  CAS-Nr.: 23594-80-1, PubChem: 440929, ChemSpider: 389759, Wikidata: Q3841952.
4. ↑  Externe Identifikatoren von bzw. Datenbank-Links zu Cheilanthifolin:  CAS-Nr.: 483-44-3, PubChem: 101277425, Wikidata: Q105166168.
5. ↑  Externe Identifikatoren von bzw. Datenbank-Links zu 7,8-Dihydro-1,3-dioxolo(4,5-g)isochinolin:  CAS-Nr.: 6882-28-6, EG-Nr.: 854-578-1, ECHA-InfoCard: 100.304.930, PubChem: 11344293, ChemSpider: 9519231, Wikidata: Q82287585.